# سید ابوالفضل موسوی بیوکی
سید ابوالفضل موسوی کوچه بیوکی (متولد ۱۳۳۷) در یزد)، چهره سیاسی اصلاح طلب و نماینده مردم یزد و اشکذر، در دهمین دوره مجلس شورای اسلامی است.

## نماینده یزد در مجلس دهم
سید ابوالفضل موسوی بیوکی در دهمین دوره انتخابات مجلس شورای اسلامی، در لیست ائتلاف فراگیر اصلاح طلبان: گام دوم در یزد حضور داشت و توانست با کسب ۱۲۴٬۴۴۸ رأی از مجموع ۲۴۷٬۲۵۹ رأی مأخوذه صحیح، به‌عنوان نماینده یزد و صدوق، وارد مجلس دهم شود.

## سوابق اجرایی
متولد ۱۳۳۹
- فعالیت در دفتر روابط عمومی نخست وزیری در دولت میرحسین موسوی (۱۳۶۰-۱۳۶۱)
- حضور در دانشگاه امیرکبیر (۱۳۷۰-۱۳۷۷)
  - مدیرکل دفتر نظارت بر طرح های عمرانی دانشگاه و نظارت بر اداره تاسیسات دانشگاه امیرکبیر
  - معاونت عمرانی دانشگاه صنعتی امیرکبیر
  - ریاست دبیرستان دانشگاه امیرکبیر
  - تدریس در آزمایشگاه بتن در دانشکده عمران دانشگاه امیرکبیر
  - مدیرکل عمران جزایر جنوب در استانداری هرمزگان (۱۳۶۸-۱۳۷۰)
  - معاون ستاد حوادث غیرمترقبه کل کشور در ریاست جمهوری۱۳۶۷-۱۳۶۸
- سرپرست دفتر فنی وزارت کشور (۱۳۷۷)
- مدیرکل دفتر فنی با حکم مقام عالی وزارت کشور (۱۳۷۸)
- معاونت پشتیبانی فنی و مهندسی سازمان شهرداری های کشور و همچنین قائم مقام ریاست سازمان (۱۳۸۱)
- معاونت امور شهرداری های سازمان شهرداری های کشور (۱۳۸۳-۱۳۸۴)
- حضور در به عنوان معاون وزارت مسکن و شهرسازی و مدیرعامل و رئیس هیئت مدیره شرکت مادرتخصصی عمران و بهسازی شهری ایران (۱۳۸۴-۱۳۸۸)
- مشاور عالی مدیرعامل سازمان نوسازی شهر تهران از سال ۱۳۸۸[۵]

## سوابق نظامی
- پاسدار در دفتر سیاسی (ستاد مرکزی سپاه)
- عضو مرکز مطالعات و تحقیقات جنگ و راوی عملیات های دفاع مقدس (از عملیات والفجر مقدماتی در سال ۱۳۶۱ تا عملیات مرصاد در سال ۱۳۶۷)
- مسئول دفتر امور دانشگاه ها در معاونت نیروی انسانی ستاد کل سپاه پاسداران
- مسئول CPM و مهندسی عبور در عملیات والفجر۸ (عبور از اروند رود)
- بعد از عملیات بیت المقدس حضور در جبهه جنوب (مسئول دژبانی محور های جنوب)
- تخریب چی (تیپ بعثت از لشکر ۷ ولیعصر)[۵]